# Ofensiva de Petsamo–Kirkenes
L'ofensiva de Petsamo–Kirkenes va ser una ofensiva militar durant la campanya de Lapònia, dins de la Segona Guerra Mundial, llançada el 1944 per l'Exèrcit Roig contra la Wehrmacht al nord de Finlàndia i Noruega. L'ofensiva va derrotar les forces de la Wehrmacht a l'Àrtida i les expulsà cap a Noruega. Posteriorment, va expulsar les forces alemanyes de la zona nord de Noruega i es va apoderar de les mines de níquel de Petxenga/Petsamo.

## Situació
Des de la fallida ofensiva alemanya-finlandesa, l'operació Silver Fox de 1941, les línies de front de l'Àrtic no havien canviat gaire. Les condicions ambientals i de subministraments d'aquesta regió remota i gairebé sense carreteres van dificultar, si no impedir, grans operacions militars i, pel que fa a la guerra terrestre, l’Àrtic s’havia convertit en un escenari molt secundari. En el sector es van desplegar considerables forces alemanyes per protegir les mines fineses de níquel de Petsamo, importants per a la fabricació de plaques cuirassades alemanyes, i per protegir la costa del nord de Noruega contra una possible operació de desembarcament aliada.
Després de l'armistici entre la Unió Soviètica i Finlàndia, el 4 de setembre de 1944, la regió de Petsamo (encara ocupada en gran part pels alemanys) va tornar a formar part de la SFSR de Rússia i el govern finès va acceptar retirar les tropes alemanyes restants del seu territori el dia 15 de setembre, cosa que va dur a la guerra de Lapònia. Durant la retirada del 20è exèrcit de muntanya de la Wehrmacht, anomenada Operació Birke, l'Oberkommando der Wehrmacht va prendre la decisió de retirar-se completament del nord de Noruega i Finlàndia en l'operació Nordlicht. Durant els preparatius per a aquesta operació, els russos van passar a l'ofensiva al front de Carèlia.

## Preparatius
La Stavka va decidir atacar les forces alemanyes a l'Àrtic a les acaballes de 1944. L'operació havia de ser realitzada conjuntament pel Front de Carèlia sota el comandament del general Kiril·l Meretskov i la Flota del Nord sota l'almirall Arseni Golovko. Les operacions principals havien de ser dutes a terme pel 14è exèrcit, que havia estat a l’Àrtic des del començament de la guerra. Meretskov disposava de diverses unitats especialment configurades per acomplir els requisits per a operacions a l'extrem nord. El 126è i 127è cossos de fusellers consistien en infanteria lleugera amb diverses tropes d'esquí i infanteria de marina. Els soviètics també comptaven amb 30 batallons d'enginyers, nombroses companyies de transport equipades amb cavalls i rens i dos batallons equipats amb vehicles amfibis subministrats pels Estats Units. A més, els soviètics van acumular milers de morters i peces d’artilleria, 750 aeronaus i 110 tancs (mentre que els alemanys no disposaven d'elements blindats), fent que les forces soviètiques fossin molt superiors a les alemanyes.
Els preparatius soviètics, que van durar dos mesos, no havien passat desapercebuts pels alemanys. El general Lothar Rendulic, que era cap del 20è exèrcit de muntanya i comandant general del teatre d'operacions, era ben conscient de l’amenaça que suposava la imminent ofensiva. Abans de l'inici de l'ofensiva soviètica, els alemanys havien decidit abandonar Petsamo el 15 d'octubre, i Kirkenes a principis de novembre.

## L'ofensiva
L’ofensiva es pot dividir en tres fases: el trencament de les posicions alemanyes, la persecució fins a Kirkenes i la batalla a Kirkenes, incloent-hi la persecució cap al sud que la va seguir. Durant l’ofensiva, unitats d'infanteria de marina i de l'exèrcit de terra van efectuar diversos desembarcaments amfibis. Inicialment, la intenció de retirar-se dels alemanys va ser obstaculitzada per les estrictes ordres de Hitler a Rendulic d'evacuar tots els subministraments de la regió de Petsamo abans d'abandonar-la.
Malgrat la planificació intensiva abans de l’ofensiva, l’atac inicial del 7 d’octubre va tenir problemes des del primer moment. La mala visibilitat va dificultar la coordinació de l’artilleria i el suport d'atac, alentint l’assalt; tanmateix, després d’alguns combats intensos, els soviètics van travessar les línies alemanyes sobre el riu Titovka. Els alemanys es van retirar destruint els ponts que quedaven al seu darrere; els soviètics els van perseguir i, durant els dies següents, van realitzar diversos desembarcaments amfibis per mirar de tallar les forces alemanyes. El 10 d'octubre, els alemanys van desplaçar la 163a divisió, que ja es retirava de Finlàndia a Noruega, cap a la regió de Petsamo per reforçar-ne les defenses. El 13 d'octubre, els soviètics estaven disposats a atacar les forces alemanyes a la ciutat de Petsamo, i les unitats del 126è cos de fusellers lleugers van poder establir un bloqueig a l'única via d'escapament; tanmateix, les tropes de la 2a divisió de muntanya alemanya van poder superar el bloqueig el 14 d'octubre, assegurant així la retirada de les forces de Rendulic. Els soviètics van capturar Petsamo el 15 d'octubre, però per problemes de subministrament, van haver de suspendre l'ofensiva durant tres dies.
Durant la resta de la campanya, els soviètics van avançar seguint els alemanys per la costa de Noruega, tractant de bloquejar i tallar les unitats alemanyes en la seva retirada. Però, a causa de les deficiències constants de subministrament i els esforços alemanys, que van obligar a destinar forces considerables per a la reconstrucció de les carreteres, els soviètics no van aconseguir l'èxit esperat i els alemanys van escapar amb la major part de les seves forces intactes. Els alemanys van abandonar Kirkenes el 25 d'octubre i, finalment, el 29 d'octubre, Meretskov va aturar totes les operacions.

## Resultat
L'ofensiva soviètica va acabar amb una victòria per a l'Exèrcit Roig, però el 20è exèrcit de muntanya de la Wehrmacht va realitzar amb èxit una retirada ordenada amb la major part de les seves forces intactes, tal com també ho va fer contra les forces fineses durant la seva retirada de Lapònia. El fracàs soviètic per provocar una derrota clara als alemanys que es retiraven es va deure en gran manera als problemes de subministrament causats per una destrucció eficient de les connexions per carretera a la zona. Tant els subministraments com els equipaments pesants, com l’artilleria, no es podien transportar a les línies de front en quantitats suficients, mentre que les forces més lleugeres estaven en desavantatge contra forces alemanyes fortament armades.
El comandant soviètic Meretskov va ser ascendit a mariscal de la Unió Soviètica i se li va donar un comandament destacat durant la invasió soviètica de Manxúria l'agost de 1945. L’ofensiva de Petsamo–Kirkenes va ser l’última ofensiva important en un entorn àrtic, i per això va ser posteriorment estudiada amb detall per l'exèrcit soviètic.

## Forces implicades

### Soviètiques
- 14è exèrcit (133.500 homes) 
  - 31è cos de fusellers
  - 99è cos de fusellers
  - 131è cos de fusellers
  - Cos Pigarech [Cal aclariment]

  - 126è cos de fusellers lleugers
  - 127è cos de fusellers lleugers

### Alemanyes
- 20è exèrcit de muntanya 
  - XIX cos de muntanya (45.000 homes) 
    - 2a divisió de muntanya
    - 6a divisió de muntanya 
      - 388 regiment de granaders adjunt

    - 210a divisió d'infanteria
    - Grup de divisió de van der Hoop (efectius de regiment)
    - Brigada ciclista (efectius de regiment)